# Arvīds Pelše
Arvīds Pelše, również w wersji spolszczonej: Arwid Pelsze (ur. 7 lutego 1899 w Mazais, zm. 29 maja 1983 w Moskwie) – łotewski i radziecki polityk. W latach 1959–1966 I sekretarz KC Komunistycznej Partii Łotwy. W latach 1966–1983 członek Biura Politycznego KC KPZR. Bohater Pracy Socjalistycznej.

## Życiorys
Urodził się w rodzinie chłopskiej. W młodości pracował jako robotnik w Rydze, gdzie przyłączył się do lokalnej sekcji bolszewików. W 1916 roku poznał w Szwajcarii Lenina. Podczas I wojny światowej pracował w Rydze, Witebsku, Charkowie, Piotrogrodzie i Archangielsku.
W 1917 roku został członkiem piotrogrodzkiej Rady Delegatów Robotniczych, Żołnierskich i Chłopskich. W 1918 roku podjął pracę z Czeka. W tym samym roku został wysłany przez Lenina na Łotwę w celu przygotowania rewolucyjnego terroru w republice, dołączył się do lokalnej armii czerwonej, pracował również w ministerstwie budownictwa Łotewskiej SRR. Po klęsce łotewskich komunistów powrócił do RFSRR.
W latach 1919–1929 sprawował funkcję politruka i lektora w armii czerwonej. W 1931 roku ukończył Instytut Czerwonej Profesury w Moskwie – przyznano mu tytuł magistra historii. Od 1929 do 1932 roku pracował jako nauczyciel historii WKP(b) w Instytucie Historii Partii przy Centralnej Szkole NKWD.
W 1933 roku powołano go na wicekomisarza ds. sowchozów. Od 1937 roku przez trzy lata uczył historii w moskiewskim Wyższym Instytucie Oświaty.
Po włączeniu Łotwy w skład ZSRR w 1940 roku powrócił do kraju, gdzie objął stanowisko sekretarza KC KPŁ ds. propagandy i agitacji. W 1941 roku uciekł do Moskwy, gdzie wraz z innymi komunistami łotewskimi pracował nad programem dla radzieckiej Łotwy po zwycięstwie nad Niemcami.
W 1959 roku kierował czystką w strukturach Komunistycznej Partii Łotwy, usuwając z niej elementy nacjonalistyczne. 25 listopada 1959 roku zastąpił Jānisa Kalnbērziņša w roli I sekretarza KPŁ.
W 1961 roku Pelše awansował na członka KC KPZR. W latach 1961–1967 kierował tzw. komisją Pelšego, która badała sprawę śmierci Siergieja Kirowa.
15 kwietnia 1966 roku przestał być I sekretarzem KPŁ, jednak na XXIII Kongresie KPZR wybrano go członkiem Politbiura – sprawował tę funkcję do śmierci w 1983 roku jako jeden z nielicznych przedstawicieli narodowości niesłowiańskich. Odpowiadał też m.in. za dyscyplinę partyjną jako szef Komitetu Kontroli KPZR.
Pochowany został z honorami na cmentarzu przy Murze Kremlowskim.

## Upamiętnienie
W 1983 jego imię otrzymał Ryski Uniwersytet Techniczny. Nazwa została zmieniona na fali pierestrojki w 1990.
W 1988 poczta ZSRR wydała kopertę z jego wizerunkiem.

## Ordery i odznaczenia
- Złoty Medal „Sierp i Młot” Bohatera Pracy Socjalistycznej (dwukrotnie)
- Order Lenina (siedmiokrotnie)
- Order Rewolucji Październikowej
- Medal „Za pracowniczą dzielność”
- Medal jubileuszowy „W upamiętnieniu 100-lecia urodzin Władimira Iljicza Lenina”
- Medal „Za zwycięstwo nad Niemcami w Wielkiej Wojnie Ojczyźnianej 1941–1945”
- Medal jubileuszowy „Dwudziestolecia zwycięstwa w Wielkiej Wojnie Ojczyźnianej 1941–1945”
- Medal jubileuszowy „Trzydziestolecia zwycięstwa w Wielkiej Wojnie Ojczyźnianej 1941–1945”
- Medal „Za ofiarną pracę w Wielkiej Wojnie Ojczyźnianej 1941–1945”
- Medal „Weteran pracy”
- Medal jubileuszowy „50 lat Sił Zbrojnych ZSRR”
- Medal jubileuszowy „60 lat Sił Zbrojnych ZSRR”
- Medal jubileuszowy „50 lat radzieckiej milicji”
- Medal „W upamiętnieniu 1500-lecia Kijowa”
- Order Klementa Gottwalda (Czechosłowacja)